# ستيفن ألكسيس
ستيفن ألكسيس (بالفرنسية: Stéphen Alexis) هو صحفي ودبلوماسي هايتي، ولد في 1889 في غوناييف في هايتي، وتوفي في 15 أغسطس 1962 في كاراكاس في فنزويلا.